# Athelopsis bispora
Athelopsis bispora är en svampart som först beskrevs av Boidin & Gilles, och fick sitt nu gällande namn av Hjortstam & Ryvarden 2007. Athelopsis bispora ingår i släktet Athelopsis och familjen Atheliaceae.   Inga underarter finns listade i Catalogue of Life.